# Moskauer Sekantenring
Der Moskauer Sekantenring (russisch Хордовое кольцо Москвы Chordowoje kolzo Moskwy) ist eine Ringstraße in Moskau. Sie ist in 4 einzelne Abschnitte unterteilt. Bei den Abschnitten handelt es sich um die Nordwestliche Sekante, die Nordöstliche Sekante, die Südöstliche Sekante und die Südlichen Tagente. Die Nordöstliche Sekante und die Südöstliche Sekante bilden zusammen die Schnellstraße MSD (Moskauer Hochgeschwindigkeits-Durchmesser).

## Geschichte
Der Bau des ersten östlichen Abschnitts des Moskauer Sekantenrings begann im Februar 2007 und wurde im Dezember 2009 fertiggestellt. Zu diesem Zeitpunkt war das Projekt unter dem Namen Vierter Verkehrsring bekannt, der jedoch nicht vollständig realisiert wurde. Aufgrund der weltweiten Weltfinanzkrise wurde das Budget für das Projekt gekürzt und der Termin für die Fertigstellung des Vierten Verkehrsring verschoben. Die geschätzten Kosten für den Vierten Verkehrsring stieg im Jahr 2009 von 250 Mrd. Rubel (3,37 Mrd. Rubel pro km) auf 640 Mrd. Rubel (9 Mrd. Rubel pro km). Im Jahr 2011 beliefen sich die Baukosten auf bis zu 20 Milliarden Rubel pro km. Dies hatte zur Folge, dass der Oberbürgermeister von Moskau, Sergej Sobjanin, im Jahr 2011 beschloss, das Projekt Vierten Verkehrsring zu verwerfen, da es zu einem der teuersten Infrastrukturprojekte in der Geschichte Moskaus wurde. Anstelle der Realisierung des Vierten Verkehrsrings entschied man sich für den Bau des Moskauer Sekantenrings. Ein wesentlicher Unterschied zum Vierten Verkehrsring besteht darin, dass die Sekanten an den Moskauer Autobahnring MKAD angeschlossen werden, was den Moskauer Autobahnring, den Dritten Verkehrsring und den Moskauer Straßenverkehr insgesamt entlasten soll.